# 金鵬航空
金鹏航空（英語：Suparna Airlines，呼号扬子江），曾用名扬子江航空、扬子江快运，是海航集团旗下一家以上海、深圳为运营基地的航空公司。

## 发展历程

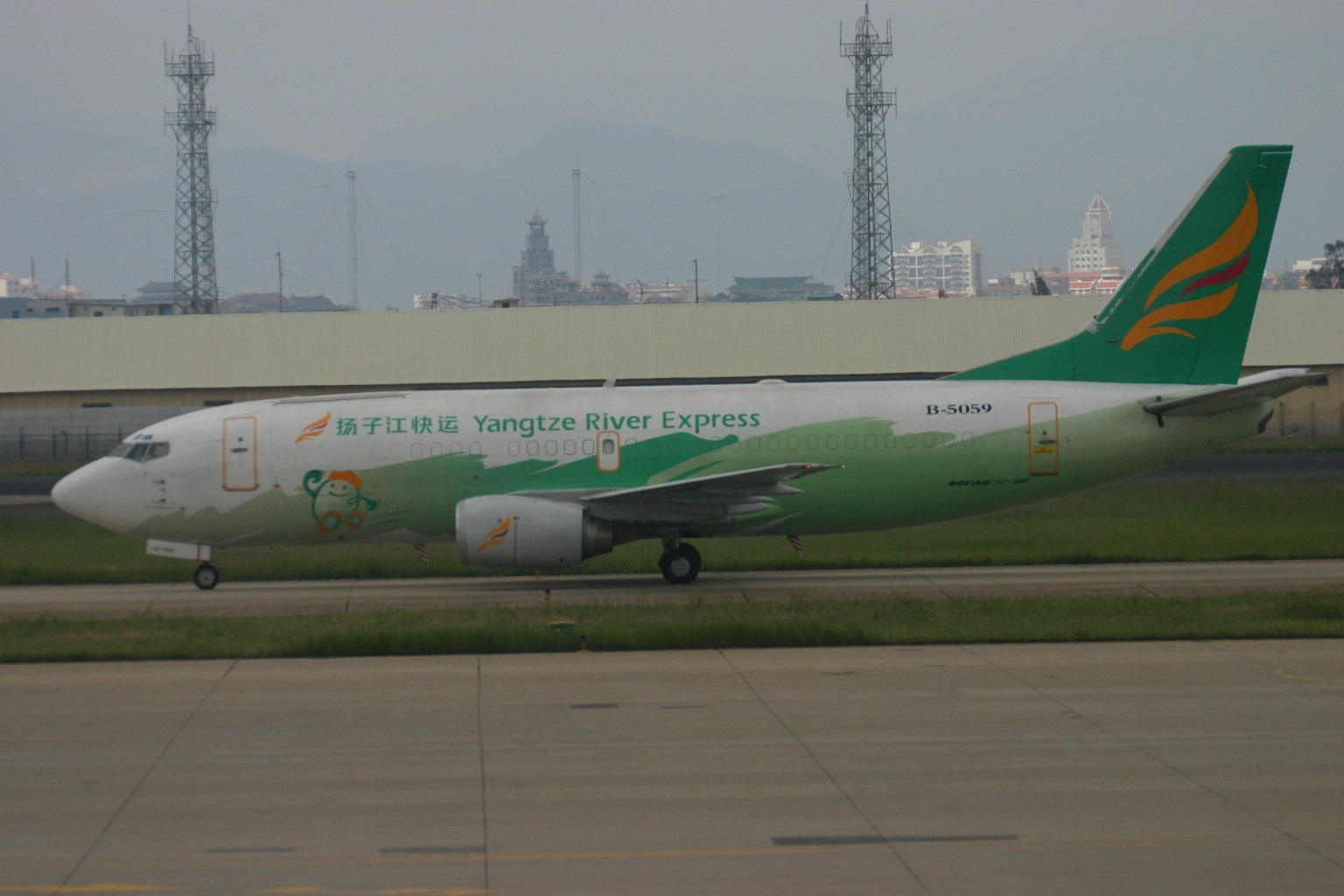
揚子江快運航空第一代涂装波音737货机

- 2002年海南航空集團創立揚子江快運航空公司，是中國第二家貨運航空公司。註冊資金50.52億元人民幣。成立时海南航空集團持有85%的股權，海南航空持有5%，上海機場集團持有10%。
- 2004年5月，开通首条国际货运航线，执行青岛往返汉城。每周二、五各一班，14：00 从青岛起飞，15：20 到达汉城。返程时间为16：20 从汉城起飞，17：40 到达青岛，飞行时间为1小时20分，使用波音737飞机执飞，其最大商载量为16吨。[2]
- 2005年9月，海航集團與台灣中華航空公司、陽明海運、萬海航運以及China Container Express Lines Inc.達成合作協議，海航集團擁有51%股權，而由華航等四家公司取得揚子江快運49%股權：其中，中華航空公司取得揚子江快運航空公司25%股權，成為單一最大外資股東；陽明海運持股12%，萬海航運持股6%，China Container Express Lines持股6%。
- 2006年6月，开通首条洲际货运航线，执飞上海浦东至洛杉矶航线。该航线执飞的为B747-200型货机，航线首航为3月8日凌晨4时10分从中国上海浦东国际机场起飞，并于当地时间当日15时20分抵达美国波士顿，途中经停安克雷奇、纽约。[3]
- 2007年7月，扬子江航空引进首架波音747全货机，开通浦东往返卢森堡航线。这架飞机系公司首架干租（“干租”又称光机租赁，相对于“湿租”而言，“干租”仅涉及飞机的租赁，不包括机组和备件维修服务等）的波音747-400F全货机[4]
- 2008年5月16日九时多，继四川大地震抗震救灾时期，收到台湾蒋孝严先生来函重托，希望中國大陸方面派遣貨機到台湾火速将台湾爱心捐赠的救灾物资运送到四川灾区。扬子江快运航空公司立即將正在卢森堡执行任务的波音747-400全货机紧急召回上海整備，免费前往台北接運这批救灾物资。这是中國大陸航空公司首次执飞两岸直航货运包机[5]
- 2010 年8月24日，扬子江航空成为大陆第二批获批的两岸货运直航指定承运人。[6][7]
- 2013年7月，中华航空等4家投资者退出，将股权回售给海南航空。
- 2014年3月，开通中国民航首条环球航线“浦东-安克雷奇-芝加哥-哈恩-天津-浦东”航线。
- 2015年7月，扬子江航空获批民航局客运经营许可。
- 2015年11月，引进第一架737-800客机，并于同年12月开通“上海浦东=三亚”客运航线
- 2017年7月，扬子江航空股份公司更名为金鹏股份公司，公司英文简称由“Yangtze River Airlines”变更为“Suparna Airlines”[8]。
- 2017年10月，经过多次股权转让，昔日的上海集团已经退出，今日的金鹏航空注册资本增为50.2亿元，股权分别为扬航投资控股有限公司（39.35%），海航科技集团有限公司（39.12%），海南航空控股股份有限公司（11.58%），云南祥鹏航空有限责任公司（9.95%）持有，所有股东均为海航系公司。
- 2017年12月15日，引进首架波音787-8梦想客机于执飞“上海浦东=三亚”航线，自此金鹏航空成为上海地区首家运营787梦想客机的基地航空公司。（该飞机注册号B-2738于2018年6月份还给海南航空）
- 2019年2月21日，金鹏航空于2月21日在波音南卡工厂接收了其首架787-9梦想飞机。这架飞机由GECAS出租，采用两舱布局，共设置30个公务舱座位和262个经济舱座位。2月27日起执行上海-三亚、三亚-郑州航线。
- 2019年3月至6月，据美环球时报、CNN等报社报道中的图片显示，中国援助委内瑞拉的民生物资系由金鹏航空旗下的波音747-400货机运送[9]
- 2022年12月8日，引进第十二架客机，型号为737-800，注册号B-5692[10]

## 機隊

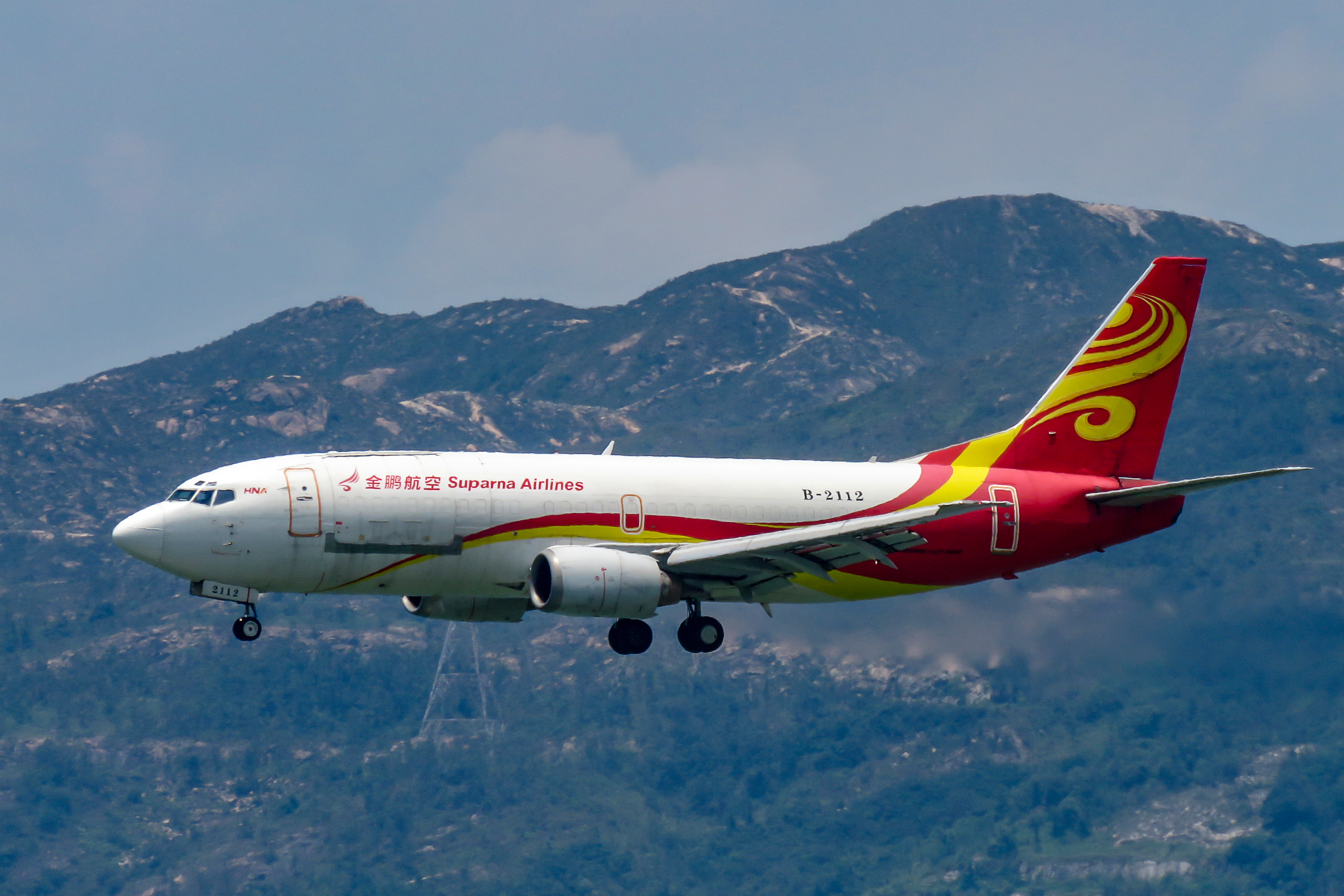
波音737-300SF

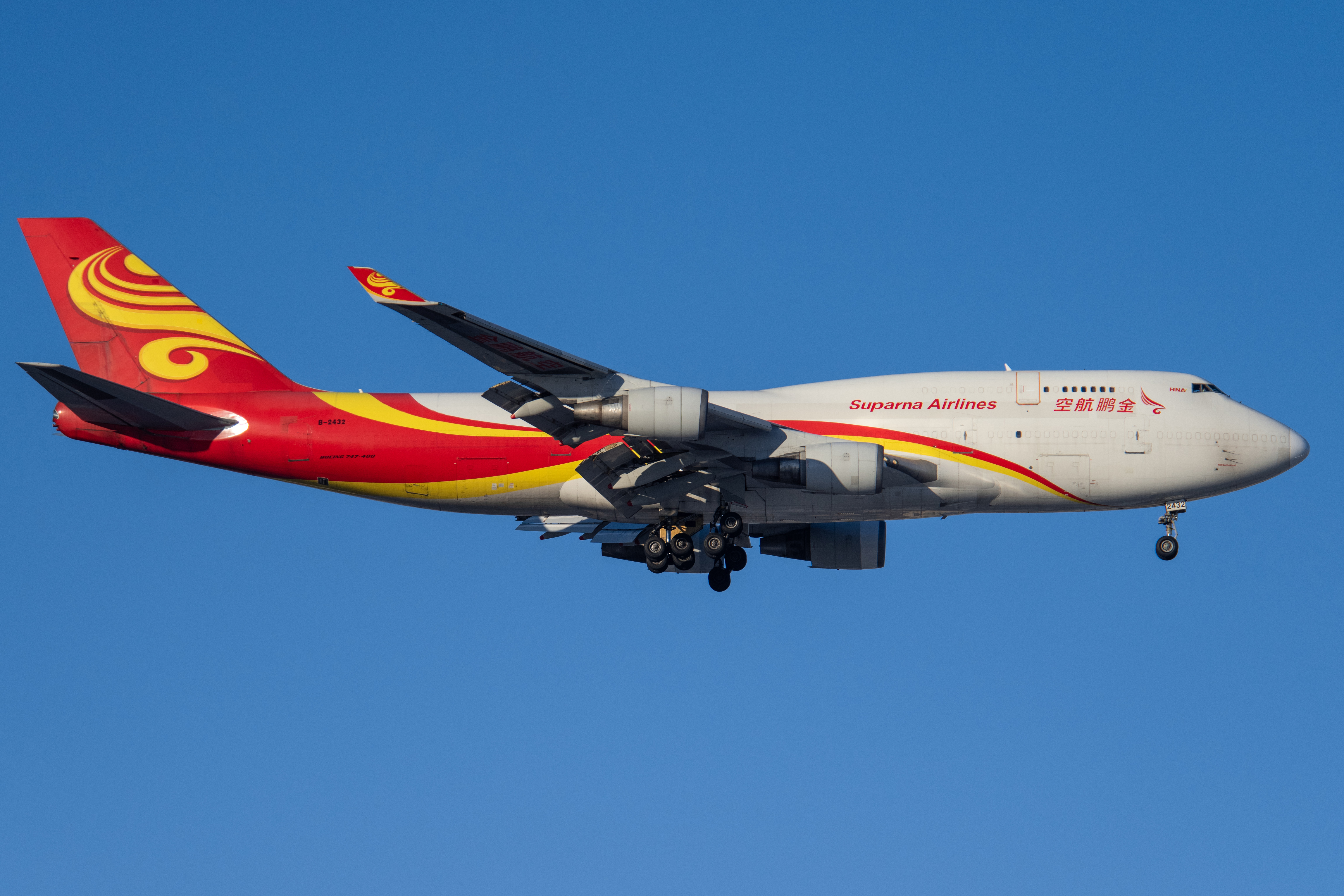
金鵬航空波音747-400BDSF（前全日本空輸客機）

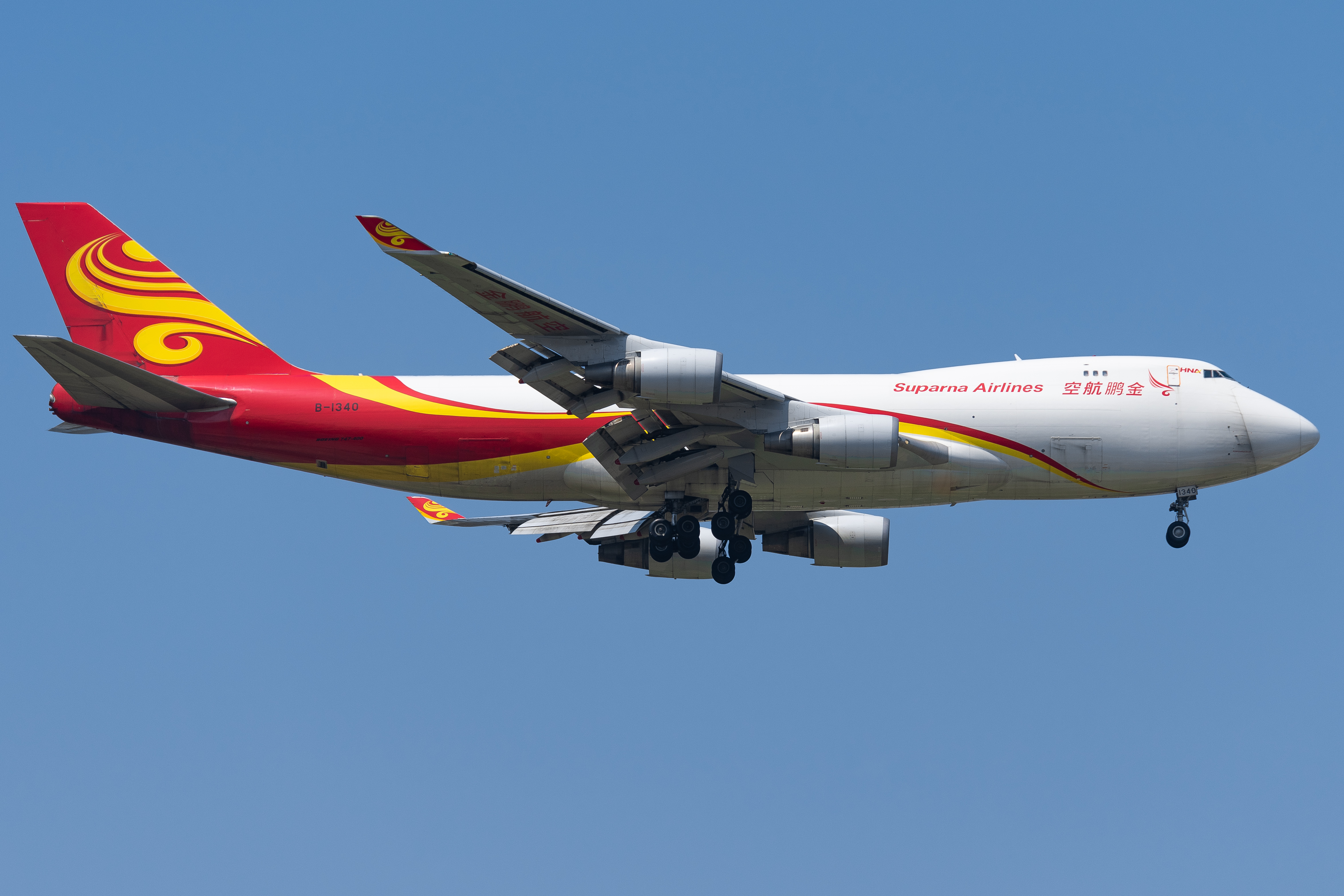
金鹏航空波音747-400ERF

金鹏航空最高峰时期层同时运营27架飞机，随着海航集团破产重整、中国境内快递物流公司顺丰航空的快速发展等原因，金鹏航空的机队规模于2019年开始逐步收缩，至2025年6月，金鹏航空实际在运营飞机12架。详情见此 
| 機型         | 營運中 | 訂購中 | 載客量 | 載客量 | 載客量 | 載客量 | 備註                  |
| 機型         | 營運中 | 訂購中 | C      | Y+     | Y      | Total  | 備註                  |
| ------------ | ------ | ------ | ------ | ------ | ------ | ------ | --------------------- |
| 波音737-800  | 10     | —      | —      | —      | 186    | 186    |                       |
| 中國商飛C919 | —      | 30     | —      | —      | —      | —      |                       |
| 波音747-400F | 2      | —      | Cargo  | Cargo  | Cargo  | Cargo  |                       |
| 波音777F     | —      | 10     | Cargo  | Cargo  | Cargo  | Cargo  | 預計取代波音 747-400F |
| Total        | 12     | 40     |        |        |        |        |                       |